# Juan Martín Jáuregui
Juan Martín Jáuregui  (Mar del Plata, 1979. június 6. –) argentin színész.

## Élete
Mexikóvárosban, Mexikóban él 1999 óta. A Telemundo és a TV Azteca számos telenovellájából ismert. 2017-től számos Televisás szerepben látható.

## Filmográfia

### Telenovellák
| Év        | Cím                                | TV        | Szerep                       | Magyar hang     | Megjegyzés   |
| --------- | ---------------------------------- | --------- | ---------------------------- | --------------- | ------------ |
| TBA       | Regalo de amor                     | Televisa  | Mauricio                     |                 |              |
| 2024      | Fugitivas, en busca de la libertad | Televisa  | Ismael Domínguez "El Fiscal" |                 |              |
| 2023      | Eternamente amándonos              | Televisa  | Ignacio Cordero              |                 | főszerep     |
| 2022      | A mostoha                          | Televisa  | Bruno Tejada                 | Seder Gábor     | főszerep     |
| 2021-2022 | S.O.S me estoy enamorando          | Televisa  | Diego Miranda                |                 | főszerep     |
| 2021      | ¿Qué le pasa a mi familia?         | Televisa  | Iván García Altamirano       |                 | mellékszerep |
| 2020-2021 | Imperio de mentiras                | Televisa  | Marcelo Arizmendi            |                 | mellékszerep |
| 2019      | Az új Paula és Paulina             | Televisa  | Gonzalo Santamarina          | Dányi Krisztián | mellékszerep |
| 2019      | Preso No. 1                        | Telemundo | Ricardo Montero              |                 | főszerep     |
| 2019      | Vecinos                            | Televisa  | Guillermo                    |                 | epizódszerep |
| 2017-2018 | Pillantásod nélkül                 | Televisa  | Ricardo                      | ?               | főszerep     |
| 2017      | El Señor de los Cielos             | Telemundo | Sebastian Almagro            |                 | mellékszerep |
| 2017      | La candidata                       | Televisa  | Hernán                       |                 | főszerep     |
| 2016      | Sin rastro de ti                   | Televisa  | Braulio Portes               |                 | főszerep     |
| 2016      | Un día cualquiera                  | TV Azteca | Felipe                       |                 | epizódszerep |
| 2014-2015 | Lucia – A sors üldözöttje          | Telemundo | Evaristo Rodríguez           | Joó Gábor       | vendégszerep |